# Jurij Olesza
Jurij Karłowicz Olesza (ur. 19 lutego?/3 marca 1899 w Jelizawetgradzie, zm. 10 maja 1960 w Moskwie) – rosyjski prozaik i dramaturg, pochodzenia polskiego.

## Zarys biograficzny

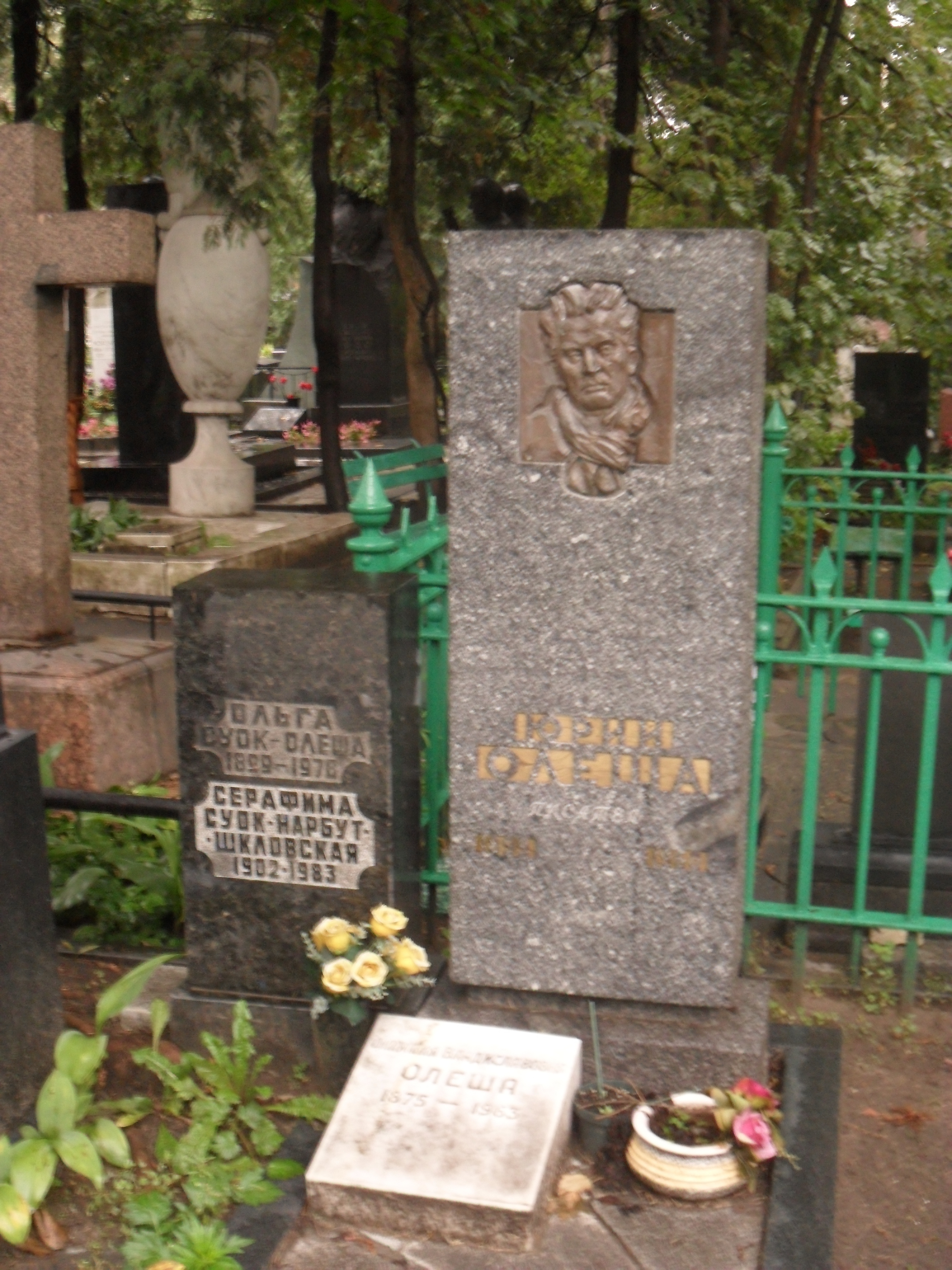
Grób pisarza na Cmentarzu Nowodziewiczym w Moskwie.

Urodził się w Jelizawetgradzie na Ukrainie w 1899 roku.
W 1902 roku przeniósł się wraz z rodziną do Odessy, gdzie w latach 1916–1918 studiował na Uniwersytecie Noworosyjskim.
W ostatnich latach życia uzależnił się od alkoholu co znacznie nadwerężyło jego zdrowie. Zmarł 10 maja 1960 i został pochowany na Cmentarzu Nowodziewiczym w Moskwie.

## Twórczość
W swoich dziełach posługiwał się stylem symboliczno-impresjonistycznym. Jego twórczość odzwierciedlała przeżycia i konflikty inteligencji w obliczu rewolucji, co jest szczególnie widoczne w jego głośnej powieści Zawiść.
Najbardziej znanym jego dziełem jest fantastyczna baśń Trzech grubasów (1928).
Był też autorem nowel i sztuk scenicznych oraz esejów i wspomnień.
W jednym ze swoich utworów nazwał siebie „Inżynierem dusz ludzkich”, jednak Stalin rozciągnął ten zwrot na wszystkich pisarzy.

## Ważniejsze prace
- Zawiść (powieść 1927, polskie wyd. 1959)
- Trzech grubasów (powieść 1928, polskie wyd. 1977)
- Co dzień słów kilka (zbiór esejów i wspomnień 1961, polskie wyd. 1967)
- Pestka wiśni: Wybór prozy (polski wybór nowel z 1984)